# Scaife Mountains
Scaife Mountains är ett berg i Antarktis. Det ligger i Västantarktis. Argentina, Chile och Storbritannien gör anspråk på området. Toppen på Scaife Mountains är 1 053 meter över havet, eller 329 meter över den omgivande terrängen. Bredden vid basen är 3,1 km.
Terrängen runt Scaife Mountains är huvudsakligen kuperad, men åt sydost är den platt. Trakten är obefolkad. Det finns inga samhällen i närheten.